# Vihiers
Vihiers ist eine Ortschaft und eine Commune déléguée in der französischen Gemeinde Lys-Haut-Layon mit 2.298 Einwohnern (Stand: 1. Januar 2022) im Département Maine-et-Loire in der Region Pays de la Loire.
Mit Wirkung vom 1. Januar 2016 wurden die Gemeinden Les Cerqueux-sous-Passavant, La Fosse-de-Tigné, Nueil-sur-Layon, Saint-Hilaire-du-Bois, Tancoigné, Tigné, Trémont, Vihiers, und Le Voide zu einer Commune nouvelle mit dem Namen Lys-Haut-Layon zusammengelegt. Die Gemeinde Vihiers gehörte zum Arrondissement Saumur und zum Kanton Cholet-2.

## Bevölkerungsentwicklung
| Jahr      | 1962 | 1968 | 1975 | 1982 | 1990 | 1999 | 2007 |
| Einwohner | 1847 | 1877 | 3709 | 4090 | 4131 | 3992 | 4177 |

## Sehenswürdigkeiten

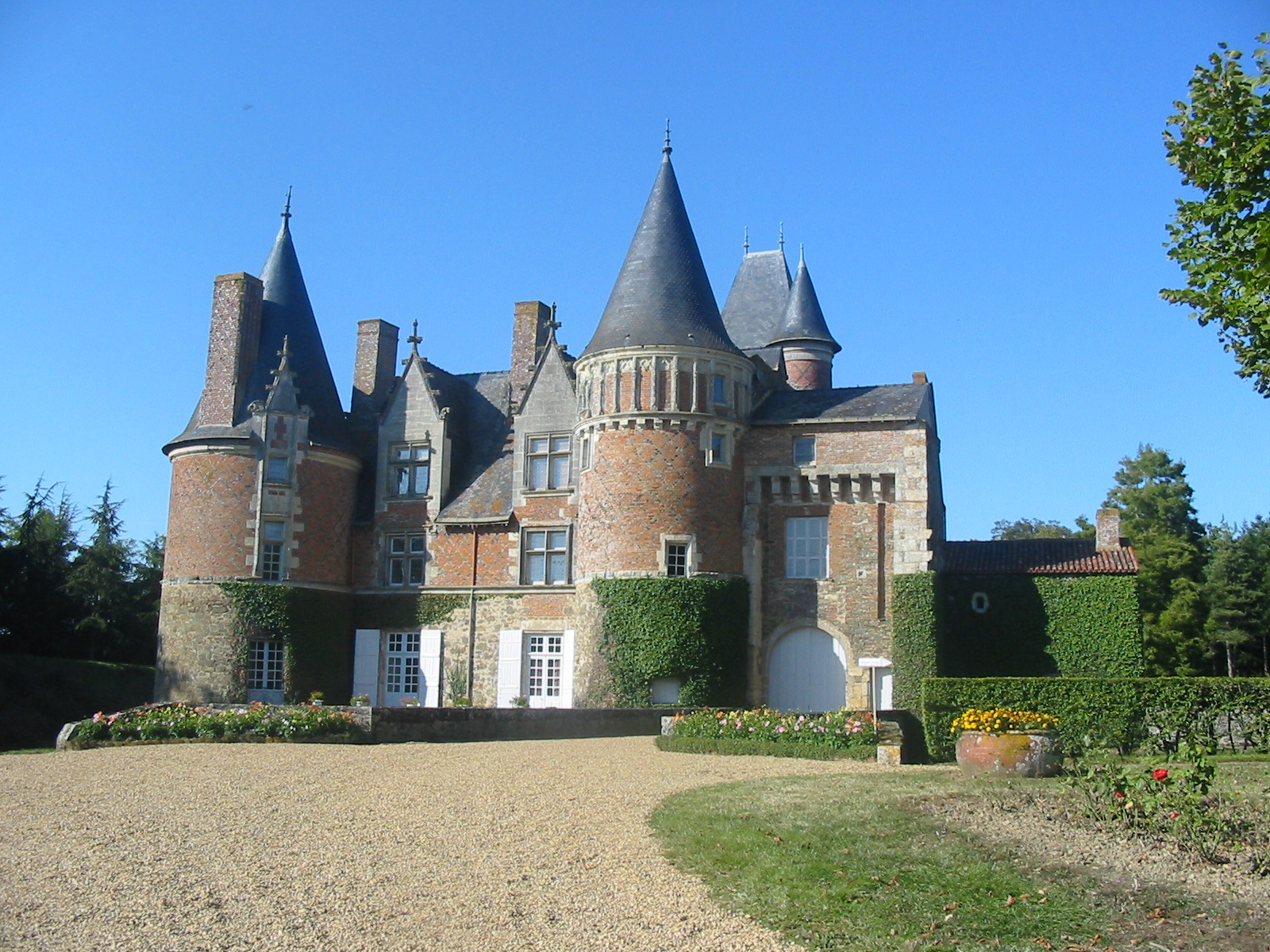
Schloss Le Coudray-Montbault

- Schloss Le Coudray-Montbault in Saint-Hilaire-du-Bois, erbaut im 16./18. Jahrhundert, Monument historique
- Ehemalige Kapelle Saint-Jacques der Priorei, erbaut ab dem 12. Jahrhundert, Monument historique